# TrES-1
TrES-1 (auch TrES-1 b) ist ein Exoplanet, der den veränderlichen Stern GSC 02652-01324 mit einer Periode von 3,0301 Tagen umkreist. Der Orbit um den Zentralstern hat eine große Halbachse von ca. 0,039 Astronomischen Einheiten und eine Exzentrizität von etwa 0,14. Die Masse des Exoplaneten beträgt rund 0,8 Jupitermassen, sein Radius wurde zu etwa 1,1 Jupiterradien bestimmt. Die Exoplanet wurde mit der Transitmethode im Rahmen des Trans-Atlantic Exoplanet Survey im Jahr 2004 entdeckt.